# Minolta SR-T 101
La Minolta SR-T 101 és una càmera rèflex d'un objectiu (SLR) de 35 mm fabricada per Minolta des de l'any 1966 fins al 1975. És la continuació directa de la Minolta SR-7v i la primera de la sèrie SR-T. Entre les seves funcions destaquen el primer sistema de mesura matricial del món (CLC) i el mesurador de llum a través de la lent (TLL) a màxima apertura. Va ser una de les càmeres més populars de l'època.

## Característiques principals
- Produït per: Minolta Camera Co., Ltd., Japan
- Anys de producció: 1966-75
- Tipus de pel·lícula: 135 (35 mm)
- Mida de la imatge: 24 x 36 mm
- Objectiu per defecte: Minolta MC Rokkor-PF 1.7 / 55 mm
- Diàmetre de l'objectiu: 49 mm
- Velocitat de l'obturador: B-1/1000 (sincronització de flaix a 1/60)
- Visor SLR (velocitat de l'obturador, diafragma i exposició)
- Velocitat ASA: 6-6400
- Bateria: 675 de mercuri d'1.3v. Accepta S76 / SR44
- Bloqueig del mirall
- Vista prèvia de profunditat de camp[3]

## CLC
El Contrast Light Compensator o CLC és el primer sistema de mesura matricial del món. Va ser inclòs a la Minolta SR-T 101 per primera vegada i segons Minolta es tracta del sistema de mesura de llum més precís mai incorporat a una càmera de l'època. Està dissenyat per proveir una mesura adequada en situacions d'alt contrast lumínic. El seu funcionament correspon a principis fotoelectrònics, físics i matemàtics que provoquen una divisió de la llum quan entra a través de la lent. Per fer-ho s'utilitzen dues cel·les connectades electrònicament i col·locades a la part superior del pentaprisma, una a prop del node de sortida i l'altre al costat oposat. Agafen simultàniament diverses mesures lumíniques de les diferents àrees de la imatge i, posteriorment, calculen un ràtio de contrast per aconseguir l'exposició correcta.
El seu concepte neix a causa dels problemes generats pels mesuradors CdS, que en condicions lumíniques estàndards funciona de manera precisa però que provoca una subexposició o sobreexposició d'una determinada zona en situacions amb un fort contrast. El CLC evita això proveint una compensació automàtica de les "lectures" brillants i fosques de la imatge, reduint significativament les parts subexposades i evitant parts més il·luminades que la mitjana de la fotografia.

## TTL
El mesurador de llum a través de la lent (TLL o Through-The-Lens) no és nou, però el seu funcionament a la Minolta SRT-101 sí que ho és. Consisteix en un mecanisme que fa que el mesurador rebi la mateixa quantitat de llum que la superfície de la pel·lícula i que l'angle receptor de llum del mesurador es correspongui a l'angle de visió de l'objectiu que s'està utilitzant. Això fa que el factor d'exposició sigui el mateix amb qualsevol lent perquè el mesurador compensa automàticament aquest angle. A més, la SR-T 101 disposa d'un sistema de mesura de llum d'apertura completa. L'enfocament, la visualització i l'exposició es fan simultàniament amb la lent oberta, i es tanca el diafragma només en el moment de fer la foto. Això permet que el visor estigui sempre igual d'il·luminat que l'escena on es vulgui fer la fotografia.
Aquest sistema també incorpora una placa que bloqueja la llum perjudicial que pot entrar per la lent i evita que la llum incident indesitjada entri a través de l'ocular mitjançant una pel·lícula d'absorció de reflexió i una màscara d'ombreig.

## Altres característiques
- Informació al visor: El visor mostra tota la informació relativa a la imatge, com la velocitat d'obturació, l'exposició, el focus, el diafragma i l'enquadrament.
- Mida del mirall: Més gran que el de qualsevol SLR de l'època, permetent obtenir imatges de format complet (full frame) sense retall per part del mirall.
- Correcció de les vinyetes provocades per l'escala de màxima apertura dels objectius: Evita que els costats del visor siguin més foscos que el centre quan l'objectiu es troba molt obert. Les lents MC de Minolta compensen la distància entre el número de diafragma de la màxima apertura i el següent a aquest.
- Muntura Bayoneta: Compatible amb les lents Rokkor i MC. La construcció rígida dels objectius permet un canvi ràpid.
- Botó de diafragma: Permet tancar de manera momentània el diafragma per poder comprovar la profunditat de camp.
- Bloqueig del mirall: Permet utilitzar lents molt angulars sense deformació.
- Rang ampli d'ASA: Accepta pel·lícules de 35 mm des d'ASA 6 fins a 6400.
- Rang ampli de velocitats d'obturació: d'1 segon fins a 1/1000 s, a més del Bulb (B).[1][4]

## Evolució durant la seva fabricació
Durant el període de fabricació de la Minolta SR-T 101 es van realitzar petits canvis al cos de la càmera, i molts d'aquests serveixen actualment per saber l'any de fabricació.

### 1966-1969

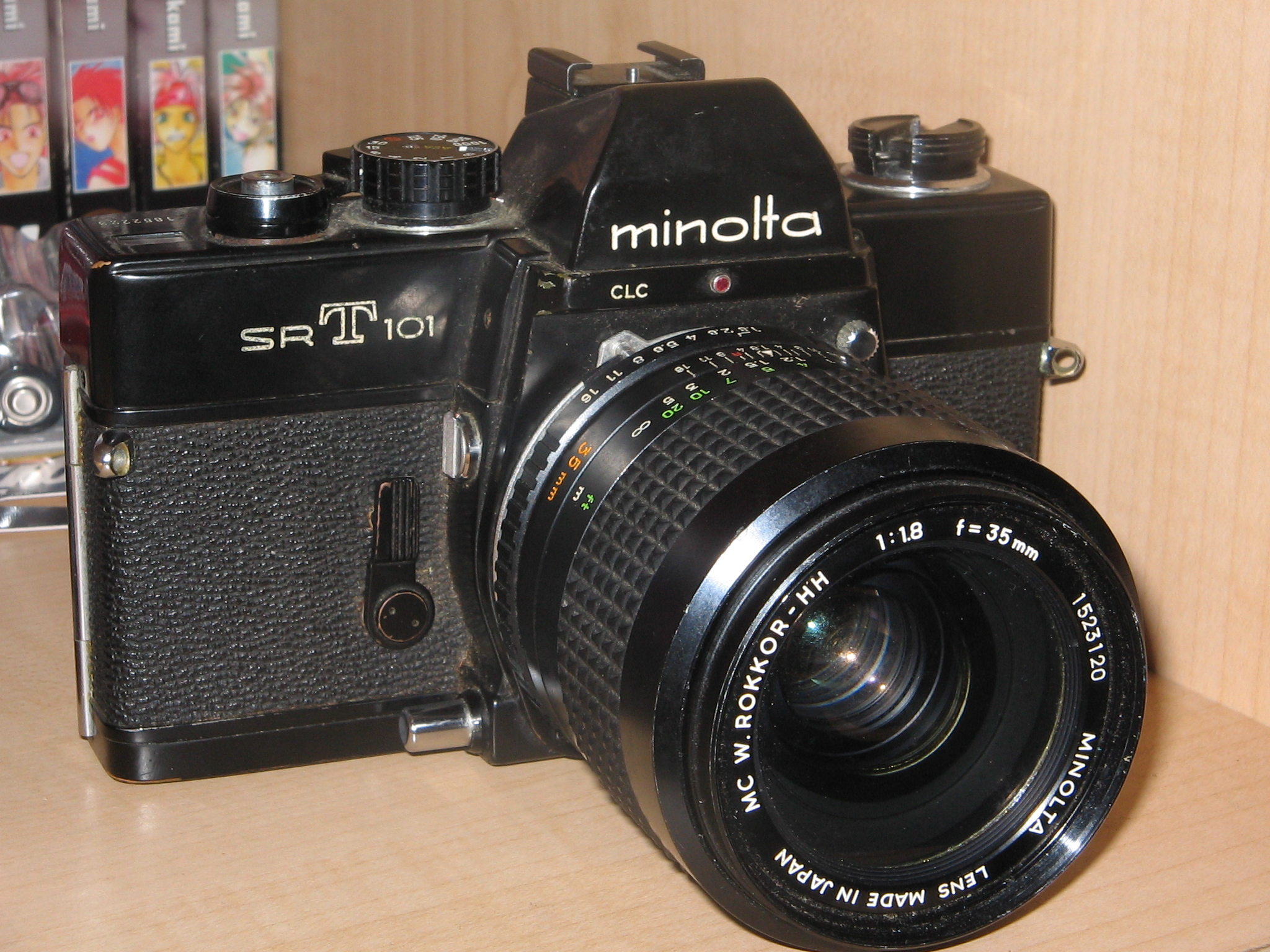
Minolta SR-T 101 color negre.

Des de 1966 fins a 1967 els dos cargols situats a la part posterior de la càmera estaven a la mateixa distància del visor, mentre que a les SRT-101 posteriors el cargol dret està més allunyat. A partir de 1968 les peces de plàstic situades entre la tapa frontal i superior es mantenen amb cargols visibles. Aquest mateix any es va començar a vendre la càmera també en color negre (a més del platejat). L'any 1969 Minolta va adoptar els estàndards d'ISO de la Japanese Industry Standards (JIS). Va suposar un canvi en la construcció (els cargols utilitzats passaven a tenir forma d'espiral). Això va provocar una modificació en la part superior, on els cargols es van desplaçar i el dial corresponent a la velocitat d'obturació va canviar lleugerament de color. Els números de sèrie de la primera generació van des del 10001xx al 1650xxx aproximadament.

### 1970-1973
La segona generació de SR-T 101 torna a canviar el color del dial de velocitat d'obturació. A partir de 1972 la finestra de plàstic transparent que manté enganxada la pel·lícula al seu lloc està enganxada, mentre que en versions anteriors es mantenia mitjançant un suport intern. Els números de sèrie de la segona generació oscil·len entre 1643xx i 369xxxxx.

### 1973-1975
A la tercera generació la peça de plàstic negre sota el connector d'accessoris sobresurt formant una cresta, mentre que les versions anteriors tenien una única peça metàl·lica. Els números de sèrie van des del 290xxxx al 292xxxx, omplint el buit existent a la versió anterior.
A partir de la segona generació la funció de bloqueig del mirall va ser retirada de manera discontínua en algunes càmeres, al mateix temps que es va fer al model SR-T 102. No podem parlar de la manca d'aquesta funció com un indicador d'edat, tot i que altres indiquen que corresponen a alguns dels últims models fabricats.

## Objectius i accessoris
En el moment de la seva sortida l'objectiu per defecte de la SR-T 101 va ser el Rokkor 58 mm 1.4. Quatre mesos després del seu llançament es va afegir el Rokkor 55 mm 1.7 als kits inicials, i el setembre de 1968 va sortir al mercat el Rokkor 58 mm 1.2. En total va disposar de més de 30 objectius intercanviables, des del 18 mm fins al 1000 mm, passant per zooms de, per exemple, 50 mm a 500 mm. 8 d'aquestes lents pertanyen a la sèrie Minolta MC, de 28 mm a 200 mm, i permeten càlculs d'exposició amb obertura completa.
Entre altres característiques, els objectius Rokkor d'aquesta generació són més brillants, tenen una millor reproducció del color i en conjunt amb el CLC aconsegueixen un bon resultat en imatges contrastades. Són exclusius de Minolta per a les seves càmeres, i, segons el mateix fabricant, són coneguts per ser un dels millors sistemes òptics de l'època.
Van patentar el procés Achromatic Coating, que permet que tot l'espectre lumínic passi a través de la lent. Com a resultat els objectius aconsegueixen un millor balanç de color.
La Minolta SR-T 101 també disposa de més de 120 accessoris, entre els quals es troben un visor angular, peces oculars de correcció de lent, ampliador, tub d'extensió, adaptador de microscopi, etc.

## Bateria
La bateria serveix per utilitzar les funcions de l'exposímetre i per visualitzar les dades al visor. Es pot estalviar apagant l'aparell o tapant l'objectiu, evitant així una mesura constant de la llum. Com que es tracta d'una càmera mecànica podem utilitzar-la sense bateria, encara que sense aquesta funció.
El disseny de la SR-T 101 utilitza unes piles que avui dia són difícils de trobar a causa de la seva producció discontinuada per raons mediambientals. Hi ha diverses solucions o possibles reemplaçaments, però per al seu correcte funcionament cal fer un recalibratge de la càmera a causa del seu circuit simple que depèn d'una font de voltatge específic estable.

## Fotógrafs famosos
Annie Leibovitz va comprar la SR-T 101 durant una estada al Japó, essent considerada per ella com la seva primera "càmera seriosa". Va utilitzar-la per fotografiar el Mont Fuji, i arran d'aquí va començar la seva carrera com a fotògrafa.
Eugene Smith va decidir retratar la problemàtica de la ciutat de Minamata al Japó, on els seus habitants van patir intoxicació per mercuri. Al principi i a causa de complicacions financeres va utilitzar les càmeres que tenia al seu abast, però mentre treballava en aquesta tasca documental Minolta va proveir al fotògraf de material a canvi de les seves aparicions a alguns anuncis televisius. Entre allò que va rebre es trobava la SR-T 101, que va complementar amb l'objectiu Rokkor 16 mm 2.8.

## Influència i ús actual
Avui dia, prop més de 50 anys després del seu llançament, la SR-T 101 segueix essent una eina fotogràfica potent. El fet que cap càmera Minolta després dels models SR-T tornés a ser completament mecànica (com sí que ho és aquesta) és la principal raó per la qual se segueixen conservant i utilitzant de manera completament funcional avui dia. A més, després de la SR-T només els cossos de la sèrie XK incorporaven la funció de bloqueig del mirall. Aquestes dues prestacions resulten indispensables per entendre la seva utilització actual.